# (27928) Nithintumma
(27928) Nithintumma est un astéroïde de la ceinture principale.

## Description
(27928) Nithintumma est un astéroïde de la ceinture principale. Il fut découvert le 5 mars 1997 à Socorro (Nouveau-Mexique) par le projet LINEAR. Il présente une orbite caractérisée par un demi-grand axe de 2,27 UA, une excentricité de 0,04 et une inclinaison de 6,5° par rapport à l'écliptique.

## Compléments